# Cis quadridentulus
Cis quadridentulus là một loài bọ cánh cứng trong họ Ciidae. Loài này được Perris in Abeille de Perrin miêu tả khoa học năm 1874.